# Es Castell
Es Castell és una vila i municipi de Menorca.

## Origen del topònim
S'ha anomenat també com:
- Castell de sant Felip
- S'Arraval de sant Felip
- la Raval Nova
- Georgetown (1771, en honor del rei Jordi III d'Anglaterra, a la ubicació actual)
- Real Villa de San Carlos (1782, en honor del rei Carles III d'Espanya)
- Villacarlos (nom oficial fins al 1985)

El poble pren nom del castell de Sant Felip, on a prop s'hi assentava el primitiu nucli. Eiximen Pérez de Figuerola, virrei de Mallorca feu construir aquesta fortalesa en resposta al perill turc i molt concretament després que Khair ed-Din Barba-rossa assaltés Maó l'any 1535 en represàlia a la conquesta de Tunis (cau del corsari) per l'emperador Carles uns mesos abans.
Però va ser per mandat de Felip II (regent de les possessions espanyoles del seu pare en aquells anys) i sobre un projecte de l'italià Joan Baptista Calvi que es va començar a construir anys després. L'any 1558 ja estaven artillades les fortificacions del castell i va poder-se repel·lir un atac otomà. Això va estimular que molts maonesos cerquessin recer prop de les muralles del castell i acabessin conformant un nucli habitat permanent que amb els anys va anar creixent i que se'l coneixia com a s'Arraval de sant Felip o Arraval del castell de Sant Felip o també Sant Felip, amb una denominació rasa i curta.
Com la presència de civils i de cases que anaven en augment (es calcula que hi vivien uns 3.000 vilatans) posava en perill l'eficàcia de la fortalesa com a punt estratègic. A les darreries del segle xvii, les autoritats van fer les primeres consideracions d'ordenar el trasllat de la vila. De fet, la vila va ser traslladada dues vegades durant el següent segle. El primer trasllat, va haver d'esperar fins que vinguessin els anglesos, en el que seria la seva primera dominació de l'illa. La rebel·lió austriacista de Menorca (1706-1707), que va acabar amb la batalla de Biniatap, i l'assalt i ocupació de l'illa l'any 1708 per l'armada britànica van ensenyar als anglesos que la demolició del raval primitiu (inclosa l'església) i el seu trasllat a un punt més distant del castell era urgent. El nou temple es començà el 26 de juny de 1719 i es va concloure el 1722. El nom que va rebre la vila ex novo fou el d'Araval Nova. Però en el decurs de les següents dècades, per mor del creixement urbà i de la major sofisticació artillera, de nou s'hagué de plantejar un altre trasllat.
El detonant va ser l'experiència del setge francès del 19 de maig de 1756. De fet, les tropes de la Corona britànica hagueren de cedir la plaça a conseqüència de la gran proximitat de què fruïren les tropes invasores franceses a recer de la trama urbana de l'Arraval. Així doncs, en recuperar la sobirania de l'illa els anglesos l'any 1763 (segona dominació), altra vegada es posaren a estudiar el trasllat a un nou emplaçament. I va ser el febrer de 1771 que s'ordenà de nou la demolició. La nova vila quedà ubicada en una plana ran de la línia del litoral portuari (i no com abans ran de la línia de separació amb el castell, allargassada terra endins), entre Cales Fonts i Cala Corb. S'aixecà amb un traçat ortogonal i deixant al seu centre una espaiosa plaça d'armes envoltada de casernes, com també uns anys abans els francesos ho havien fet amb Sant Lluís. És llavors que passaria a ser denominada George Town, en honor del rei anglès Jordi III, sense que hi fos estranya la denominació simultània de Vila Jordi o l'antiga "arraval nova". Els britànics també ampliaren de forma espectacular el castell.
Però l'exèrcit franco-espanyol, a les ordres del duc de Crillon, va recuperar i demolir el castell l'any 1782, tot pensant que intercanviarien l'illa després als anglesos per Gibraltar. Curiosament, la pasqua militar que encara se celebra a l'Estat Espanyol prové d'aquest atac del 6 de gener dut a terme per les tropes de Carles III. La localitat tornaria a ser rebatejada amb el nom de Real Villa de san Carlos, en honor del monarca castellà Carles III. Però aquest nom tan rimbombant va tenir poca fortuna i va passar a denominacions més senzilles del tipus Villa Carlos o Nova Vila Carlos. Tanmateix, la fórmula predilecta de la gent sempre havia estat la mateixa: es Castell. Vet aquí la raó que avui en dia sigui la denominació oficial.
De tota manera, no s'acaba aquí la història de l'origen del topònim. Els britànics, durant la tercera dominació de l'illa (1798-1802) van tornar a reconstruir el castell i els seus baluards (malgrat que van paralitzar-se les obres quan es va saber que Menorca retornaria als espanyols). El van rebatejar amb el nom de Sant Jordi, com li havien posat a la vila anys abans i li tornarien a posar: Georgetown. A partir del 1802 tornaria a dir-se Villa Carlos o Villacarlos, fins a la recuperació democràtica l'any 1978.

## Història política

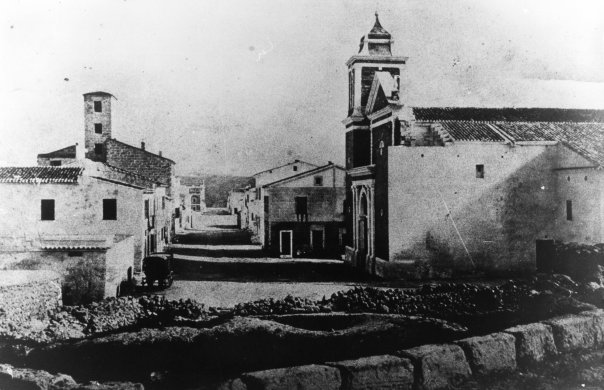
Església des Rosari i carrer Victori a principis del

La història civil des Castell és la crònica del seu afany d'independència local, fins i tot en èpoques en què la segregació municipal era absolutament impensable. La primera funció pública de caràcter local va donar-se en la figura del mostassaf (1685), una mena de funcionari de vigilància de preus, pesos i mesures, que també resolia petits conflictes quotidians en matèria d'ordenances i policia. Amb aquesta situació es va arribar fins al final de la segona dominació anglesa. Amb l'arribada de les tropes del duc de Crillon a l'illa (1781), el nou governador espanyol, el comte de Cifuentes, va intervenir en la consecució d'una junta de govern per a la vila. La junta la integraven un batlle reial, el mostassaf i un dipositari, supeditats tots tres a l'autoritat del governador militar. I com a auxiliars, un secretari i un nunci de policia. Amb l'objectiu de dotar d'una casa de la vila on el grup de govern pogués treballar, es va construir l'any 1787 l'edifici que encara ara serveix de seu municipal. De fet l'edifici també allotjaria una plaça porticada que ha servit fins fa poc de mercat, i fins i tot una escola (que va funcionar durant més d'un segle).
Amb l'adveniment de l'Espanya liberal (les corts de Cadis, 1812), la planta municipal de Menorca es va doblar, i a més a més de Ciutadella, Maó, Alaior i es Mercadal, van aparèixer nous municipis de nova planta com Sant Lluís, Ferreries, es Migjorn Gran i es Castell. Però la inestabilitat política d'aquella primera meitat de segle va propiciar el vaivé municipal, i es Castell, com la majoria de casos, visqué immergit en un continu fer i desfer de l'aparell administratiu. Finalment es va tornar a una reagregació amb Maó (1848-1872). Durant aquest període la vila va ser reduïda a una simple pedania, amb un batlle pedani i cinc regidors ajudants que portaven la gestió de les obres públiques i la beneficència. En aquest espai de temps, però, ja aparegué una certa puixança urbanística: introducció de l'enllumenat públic per petroli, fundació dels cos de serenos, ampliació del cementiri i renovació dels empedrats dels carrers. Finalment, el 24 d'abril de 1872 es Castell va aconseguir la independència plena i definitiva, amb l'actual delimitació del terme municipal, el més petit de l'illa.

## Entitats de població
| Entitat de població | Habitants |
| ------------------- | --------- |
| Cala Sant Esteve    | 61        |
| Castell, es         | 4.980     |
| Fonduco, el         | 61        |
| Santa Anna          | 689       |
| Sínia d'en Riera    | 49        |
| Sol de l'Est        | 345       |
| Son Vilar           | 796       |
| Trebalúger          | 459       |
| Font: Idescat       |           |

Nuclis nous:
- la Cala de Sant Esteve
- el Fonduco
- Santa Anna
- la Sínia d'en Riera

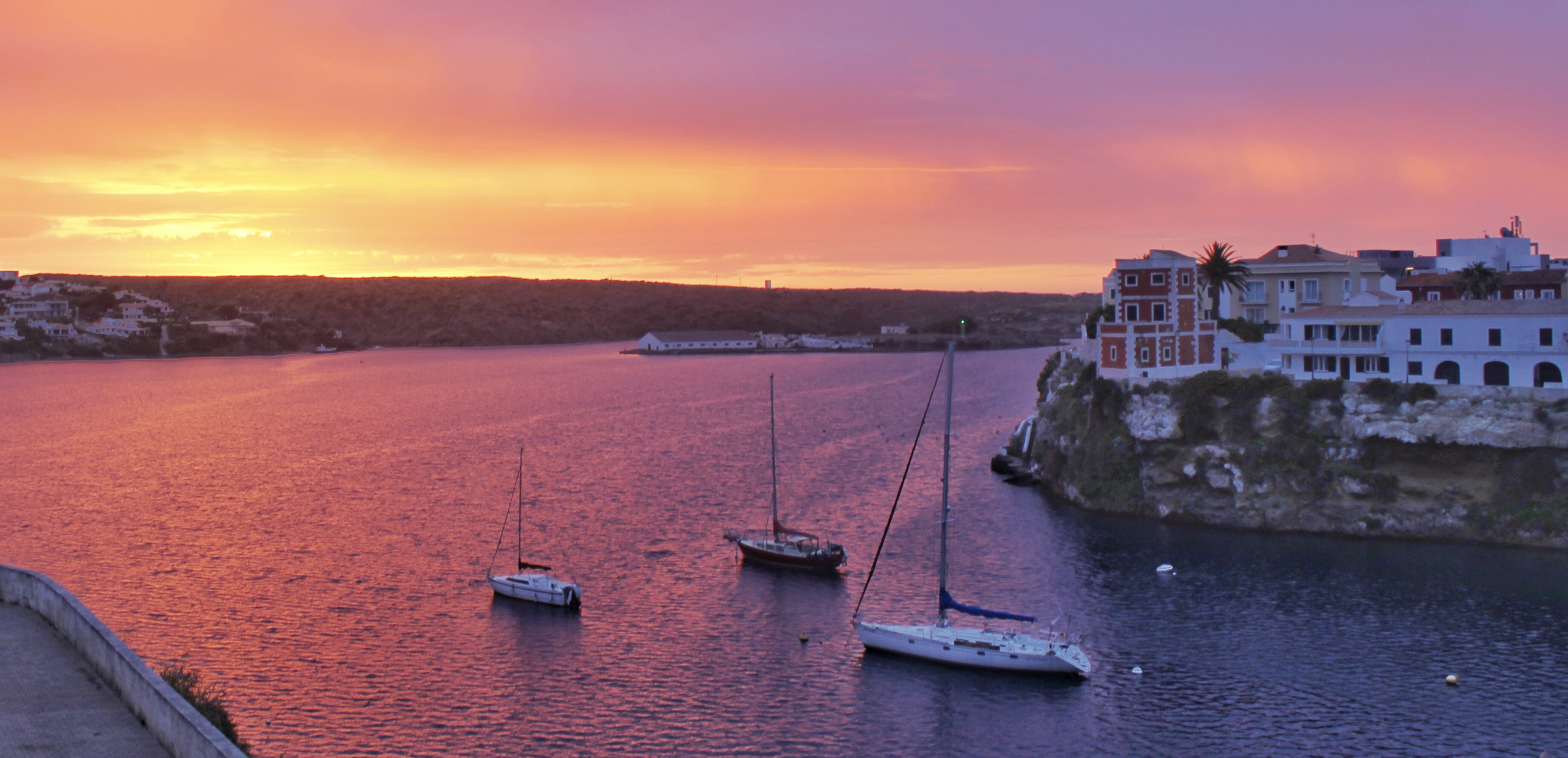
Sortida de sol des de Cala Corb

- Son Mercadal de Dalt (o Sol del Este)
- Son Vilar (antigament Bello Horizonte)
- Trebalúger

Cal recordar que es Castell, com passa també amb Sant Climent i Sant Lluís, té un origen urbanístic totalment planificat, a partir d'una concepció d'enginyeria militar. Concretament, es Castell és fet a partir d'un disseny del 1771 de l'enginyer escocès Patrick Mackellar que es basà segons la doctrina militar imperant de l'època en les traces dels vells campaments militars romans.
A banda d'haver-se acomplert la previsió urbanística del coronel de l'exèrcit britànic, l'evolució urbana (sobretot a partir de la segona meitat del s. XX) no s'ha fet com a la resta dels pobles de l'illa, en forma radial al nucli primigeni, sinó formant àrees satèl·lits ameboides.
Aquest creixement ha dut 2 capes socials residencials que hi viuen tot l'any: els professions liberals o petits o mitjans empresaris del sector turístic que tenen el negoci a Maó i que viuen en xalets confortables en els nuclis de Santa Anna i Sol de l'Este, i els treballadors de la construcció i serveis associats, immigrants de països llunyans actualment, però que als anys 60-80 havien sigut de la península, que ocupen barriades de pisos nous (a la zona de les Fontanelles) o remodelacions de velles cases del nucli antic.

## Política i govern

### Alcaldes i alcaldesas electes (1979-2023)
| Legislatura | Període           | Alcalde o alcaldessa                  | Partit polític           | Govern                       |
| ----------- | ----------------- | ------------------------------------- | ------------------------ | ---------------------------- |
| I           | 1979 - 1983       | José Tadeo Miguel                     | Candidatura Progressista | Majoria absoluta             |
| II          | 1983 - 1987       | Jaume Peralta Aparicio                |                          |                              |
| III         | 1987 - 1991       | Jaume Peralta Aparicio                |                          | Majoria absoluta             |
| IV          | 1991 - 1995       | Ester Riudavets Vidal (1991 - 1993)   |                          | Govern PP i EEM              |
| IV          | 1991 - 1995       | Bernat Llompart Díez (1993 - 1995)    |                          | Govern PP i EEM              |
| V           | 1995 - 1999       | Maria Borràs Anglada                  |                          | Govern PSOE, PSM i EM.       |
| VI          | 1999 - 2003       | Maria Borràs Anglada                  |                          | Govern PSOE, PSM i EM.       |
| VII         | 2003 - 2007       | Irene Coll Florit                     |                          | Govern PSOE, PSM i EM.       |
| VII         | 2003 - 2007       | Irene Coll Florit                     | No adscrita              | Govern PP i no adscrits      |
| VIII        | 2007 - 2011       | Irene Coll Florit (2007 - 2008)       | IPEC                     | Govern PP i IPEC             |
| VIII        | 2007 - 2011       | Juan Cabrera Valenzuela (2008 - 2011) |                          | Govern PP i IPEC             |
| IX          | 2011 - 2015       | Lluís Camps Pons                      |                          | Govern PP i Unió Menorquina  |
| X           | 2015 - 2019       | Lluís Camps Pons                      |                          | Govern PP i el Pi            |
| XI          | 2019 - 2023       | Joana Escandell Salom                 |                          | Govern PSOE i Som Es Castell |
| XII         | 2023 - actualitat | Lluís Camps Pons                      |                          | Majoria absoluta + IPEC      |

## Imatges des Castell

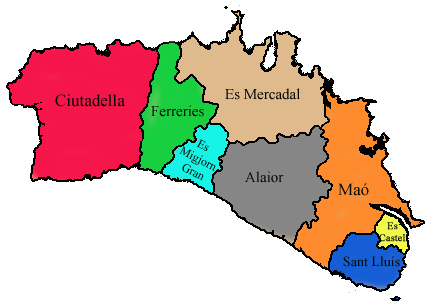
Municipis de Menorca.
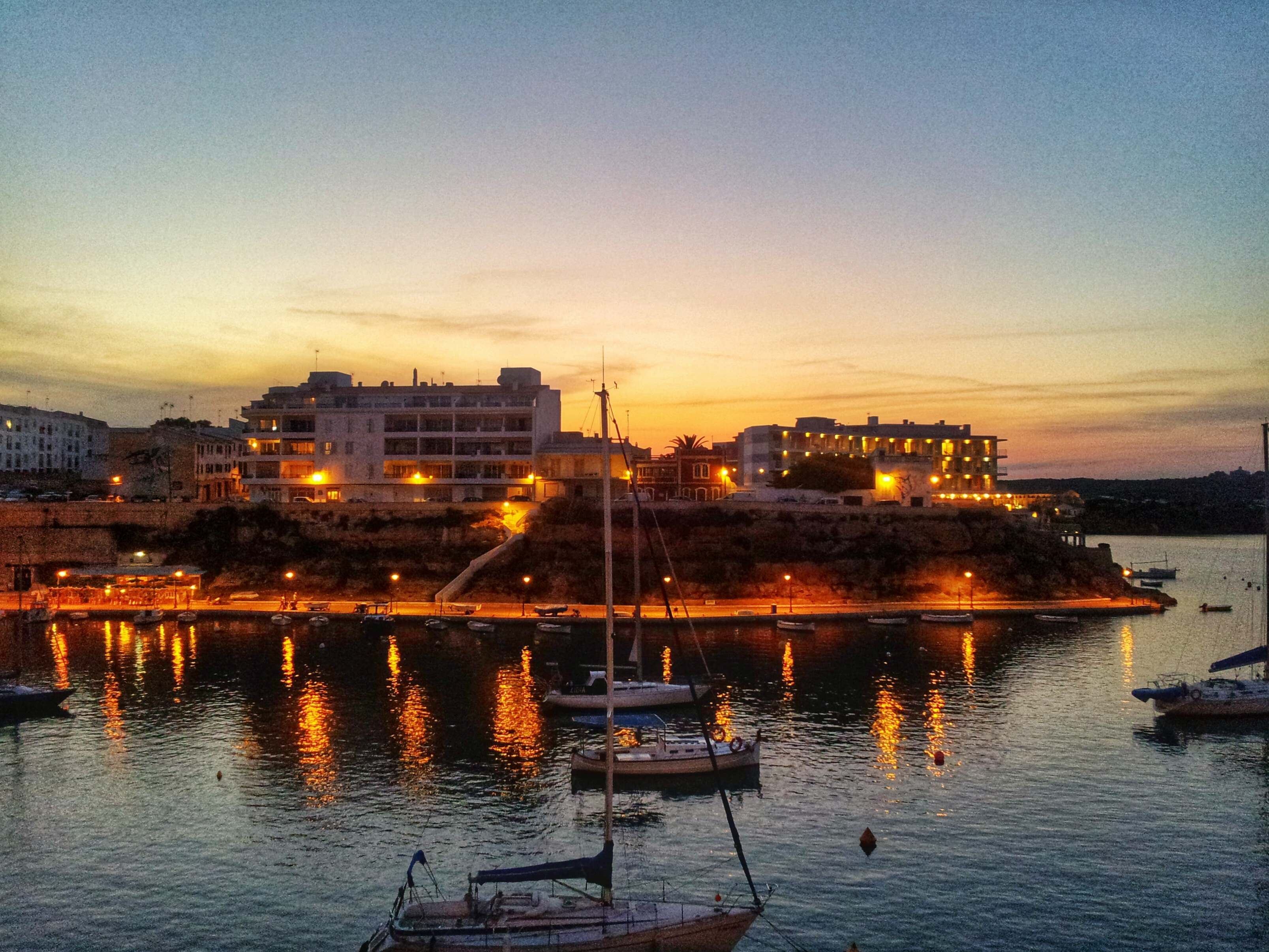
Cala Corb
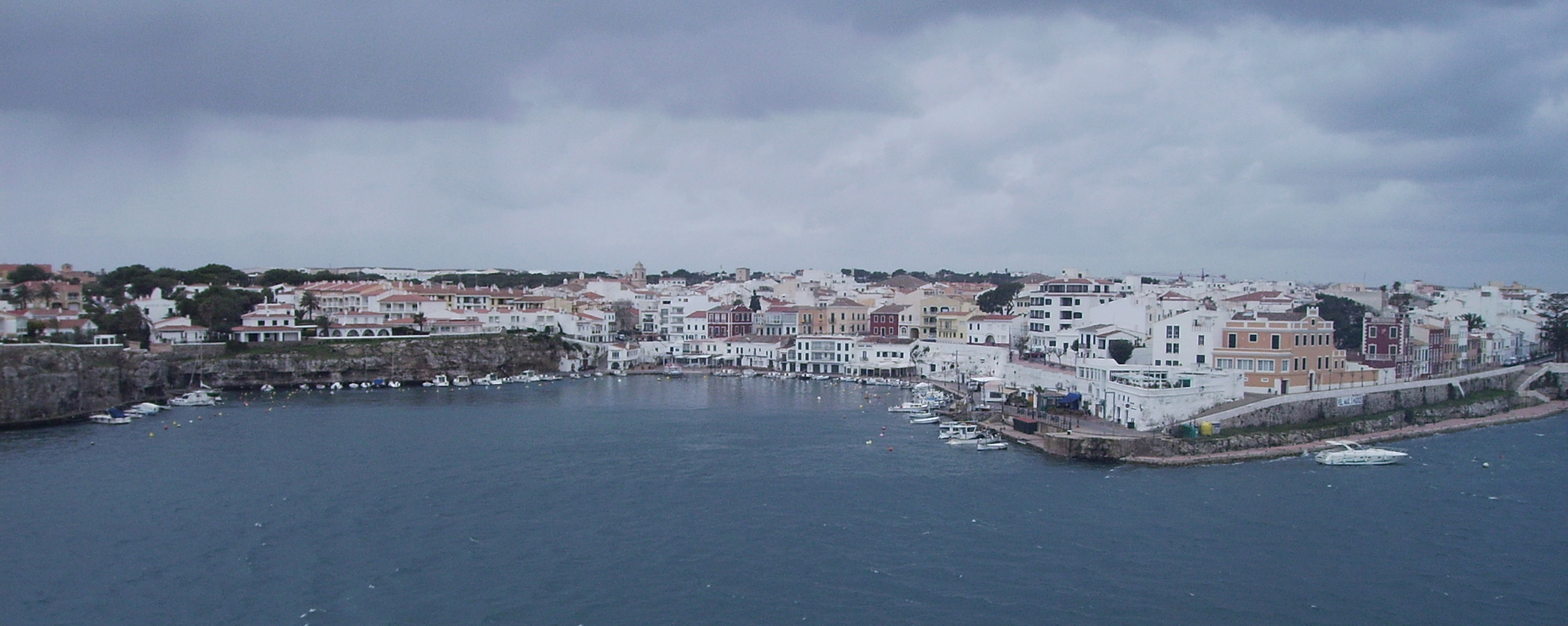
Cales Fonts
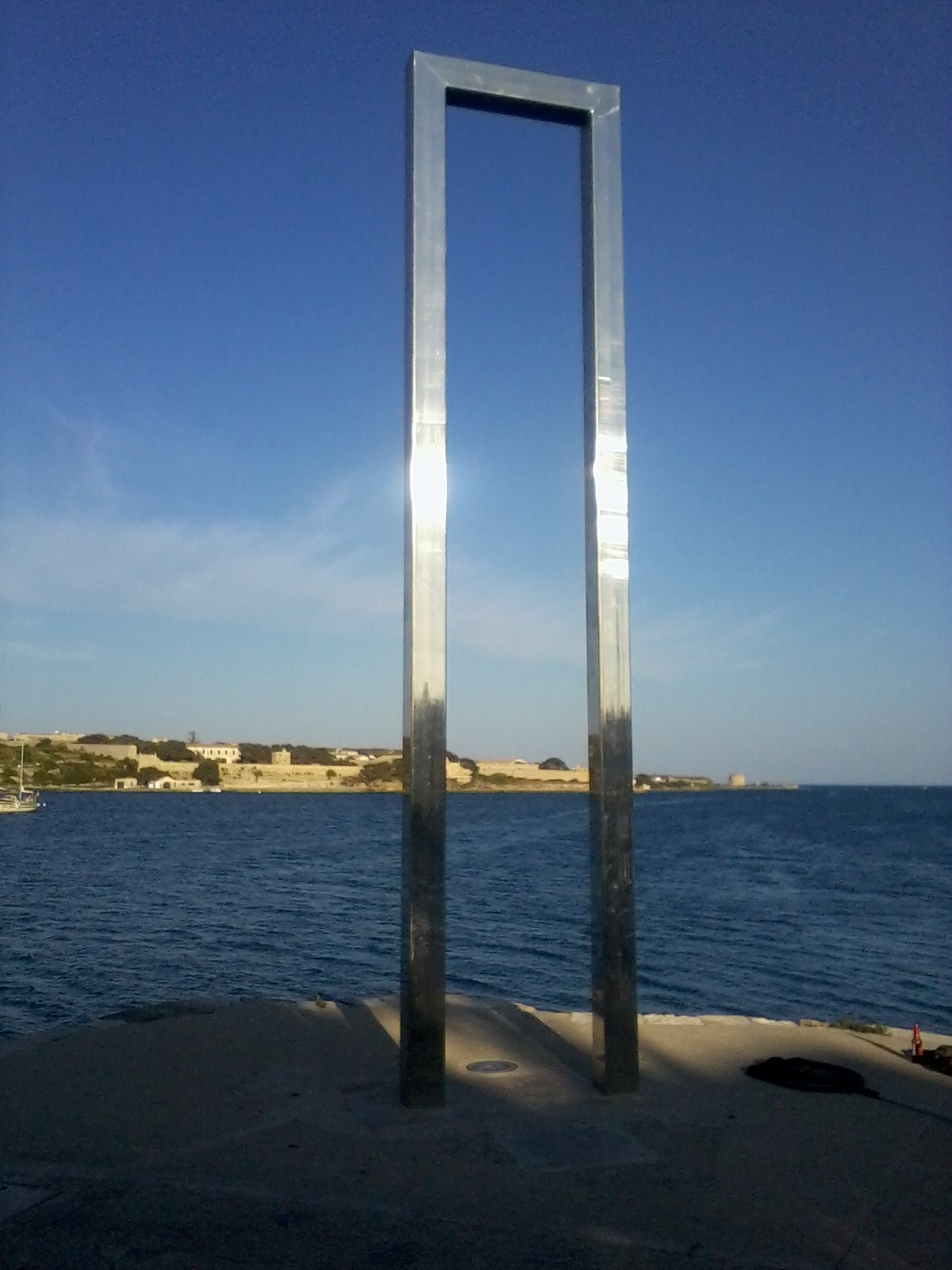
Porta d'Eos, d'en Francesc Calvet i Mota
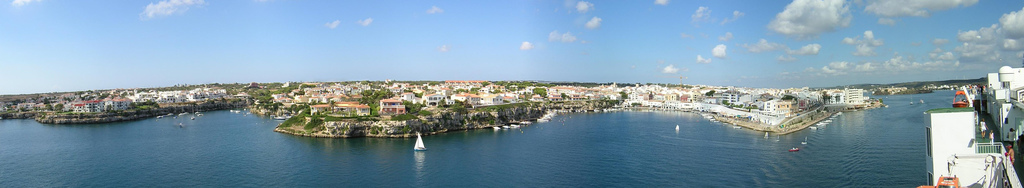
Es Castell - Cales Fonts i Cala Pedrera
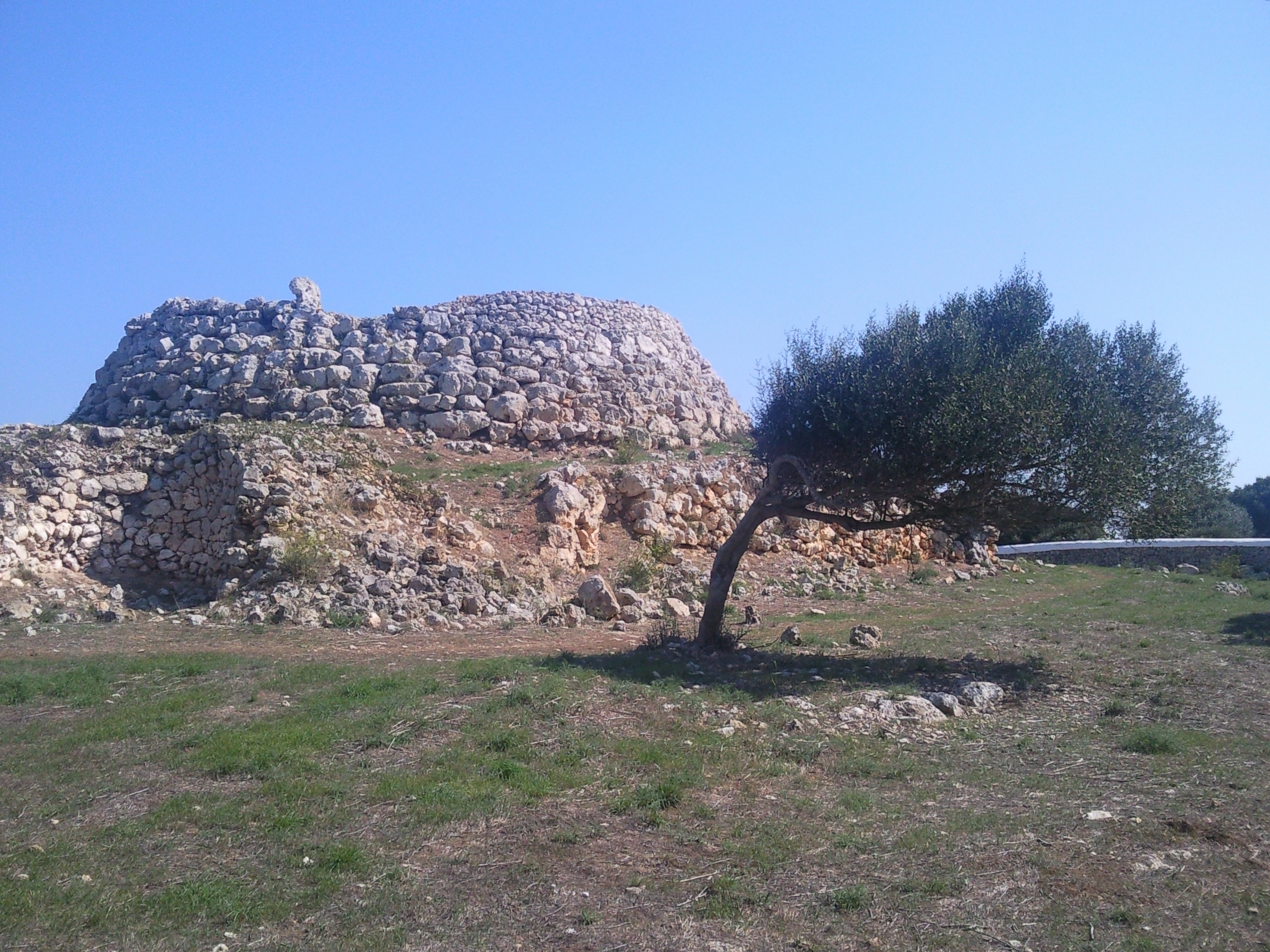
Trebalúger, Talaiot